# Conus schepmani
Conus schepmani é uma espécie de gastrópode do gênero Conus, pertencente a família Conidae.